# Curtara panda
Curtara panda är en insektsart som beskrevs av Luci B. N. Coelho och Jorge Luiz Nessimian 1990. Curtara panda ingår i släktet Curtara och familjen dvärgstritar. Inga underarter finns listade i Catalogue of Life.